# Herbert Scholtissek

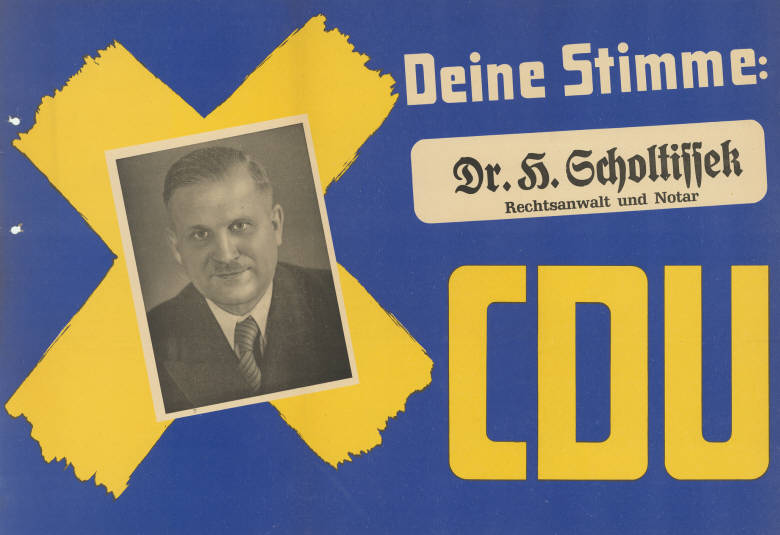
Herbert Scholtissek

Herbert Scholtissek (* 19. September 1900 in Kreuzburg, Oberschlesien; † 8. November 1979 in Baden-Baden) war ein deutscher Politiker (CDU) und von 1951 bis 1967 Richter des Bundesverfassungsgerichts.

## Ausbildung und Beruf
Nach dem Abitur 1918 studierte Herbert Scholtissek Rechts- und Staatswissenschaften sowie Volkswirtschaft an den Universitäten in Breslau und Heidelberg und beendete das Studium 1921 sowohl mit der Promotion zum Dr. jur. als auch mit dem zweiten juristischen Staatsexamen. Ab 1923 als Rechtsanwalt und ab 1945 als Notar zugelassen, gehörte er aufgrund seiner Wahl durch den Bundestag (und einer Wiederwahl vom 15. September 1959) vom 7. September 1951 bis zum 31. August 1967 dem Ersten Senat des Bundesverfassungsgerichts an. Sein Nachfolger wurde der Richter Hans Brox.

## Partei
Scholtissek war von 1918 bis 1933 Mitglied der Deutschen Zentrumspartei und der zentrumsnahen Jugendorganisation Windthorstbund und ab 1923 zudem Mitglied des Reichsbanners Schwarz-Rot-Gold. 1926 bis 1929 war er Provinzialvorsitzender der westfälischen Windthorstbünde.
Nach dem Zweiten Weltkrieg schloss er sich der CDU an, war ab 1946 Kreisvorsitzender der CDU Dortmund und Stadtverordneter in Dortmund.

## Abgeordneter
Dem Landtag von Nordrhein-Westfalen gehörte Scholtissek vom 20. April 1947 bis zum 20. September 1951 an. Dort war er von 1949 bis 1951 Vorsitzender im Sonderausschuss zur Beratung der Gemeinde-, Amts- und Kreisordnung.

## Öffentliche Ämter
Scholtissek war vom 16. April 1946 bis zum 28. Oktober 1946 Oberbürgermeister der Stadt Dortmund. Sein Nachfolger wurde Fritz Henßler.

## Ehrungen
Im Jahre 2010 wurde in seinem ehemaligen Wohnort Brackel eine neue Straße nach ihm benannt: Herbert-Scholtissek-Weg.
Scholtissek war Ritter des Ritterordens vom Heiligen Grab zu Jerusalem. Er wurde am 30. April 1960 in Stuttgart durch Lorenz Kardinal Jaeger in den Ritterorden vom Heiligen Grab zu Jerusalem investiert.

## Schriften
- Die Nachschusspflicht der Genossen bei der eingetragenen Genossenschaft. Breslau 1922.